# Ben Budar

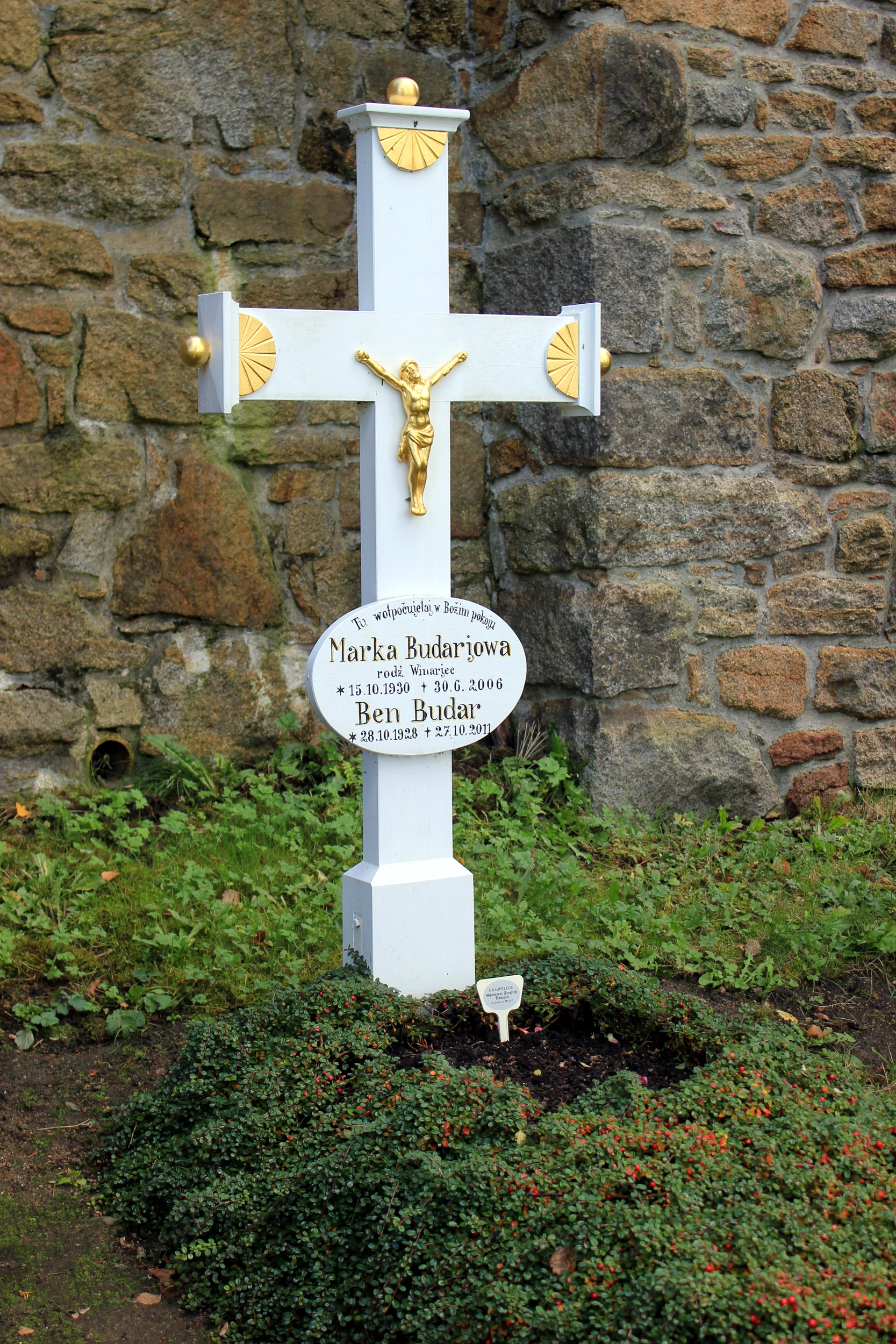

Ben Budar (ur. 28 października 1928 w Kosłowie w Saksonii, zm. 27 października 2011 w Chrósćicach) – górnołużycki pisarz i dziennikarz.
Ben Budar był autorem słuchowisk o tematyce historycznej, z których dwa wydał w postaci opowiadań: Rebel Jan Čuška (1955) i Mokrowčenjo (1956), także reportaży z Polski Jenseits von Oder und Neisse (1962). Jest również autorem Przewodnika... (1975) po Łużycach i NRD przeznaczonego dla Polaków oraz tłumaczem literatury polskiej i czeskiej.
Budar był pierwszym Łużyczaninem, który ukończył dziennikarstwo na uniwersytecie w Lipsku (1954).